# Eohypsibiidae
Eohypsibiidae  (лат.) — семейство тихоходок класса Eutardigrada, единственное в составе надсемейства Eohypsibioidea. 3 рода.

## Описание
Тихоходки-эутардиграды без цефалических папилл. Сходные по форме и размеру когти-диплоклавы расположены асимметрично по отношению к срединной плоскости ноги. Коготки типа Eohypsibiidae (= тип Bertolanius) разделены на три отчетливые секции, базальную секцию, вторичную ветвь и первичную ветвь, последовательно расположенные и разделенные очевидными септами. Первичная ветвь жестко соединена со вторичной ветвью. Внутренние коготки могут поворачиваться на своем основании на 180°; это вращение может привести к симметричному расположению коготков, что путает их реальное асимметричное расположение. В семействе можно выделить две модели букко-фарингеальных аппаратов: модель Bertolanius и модель Eohyspibius.

## Классификация
Семейство Eohypsibiidae было впервые выделено в 1987 году итальянским зоологом Roberto Bertolani и датским биологом Райнхарттом Кристенсеном. Семейство включает 3 рода. Первоначальное название Amphibolidae Bertolani, 1981 оказалось преоккупировано именем семейства моллюсков Амфиболиды (Amphibolidae H. Adams & A. Adams, 1855 с родом Amphibola Schumacher, 1817) и в 1987 году заменено на Eohypsibiidae. Также оказалось занято и родовое имя Amphibolus Bertolani, 1981 ранее описанным родом клопов-хищнецов Amphibolus Klug, 1830 (Reduviidae) и заменено на Bertolanius Özdikmen, 2008.
- Надсемейство Eohypsibioidea Bertolani & Kristensen, 1987
  - Семейство Eohypsibiidae Bertolani & Kristensen, 1987
    - Род Austeruseus Trygvadóttir & Kristensen 2011
    - Род Bertolanius Özdikmen, 2008 (nomen novum pro Amphibolus Özdikmen, 2008)[2] (Amphibolus Bertolani, 1981 nomen nudum)[3]
    - Род Eohypsibius Kristensen, 1982[12]